# Nova Widianto
Nova Widianto (Klaten, 10 de outubro de 1977) é um jogador de badminton indonésio, medalhista olímpico, especialista em duplas.

## Carreira
Nova Widianto representou seu país nos Jogos Olímpicos de Verão de 2004 e 2008, conquistando a medalha de prata, nas duplas mistas em 2008 com Lilyana Natsir.